# Protogarypinus dissimilis
Espèce
Protogarypinus dissimilis est une espèce de pseudoscorpions de la famille des Garypinidae.

## Distribution
Cette espèce est endémique d'Australie-Méridionale. Elle se rencontre dans la chaîne de Flinders.

## Description
Le mâle mesure 2,5 mm et les femelles de 2,5 à 3,0 mm.

## Publication originale
- Beier, 1975 : Neue Pseudoskorpione aus Australien und Neu-Guinea. Annalen des Naturhistorischen Museums in Wien, vol. 78, p. 203-213 (texte intégral).